# Луцький район (1940—2020)
Лу́цький райо́н — колишній район України, розташований у південно-східній частині Волинської області. Районним центром є місто Луцьк, яке не входить до складу району та є містом обласного підпорядкування.

## Загальні відомості
Площа району 0,973 тис. км², що становить 4,8% території області. Межує з Горохівським, Ківерцівським, Локачинським та Рожищенським районами області, Рівненською областю.
Район включає 83 сільських населених пункти і 2 селища міського типу (Торчин, Рокині).
Луцький район утворено 17 січня 1940 р., встановлено в сучасних межах 8 грудня 1966 р., хоча Луцька волость згадується ще в XIII ст. Центром району є (водночас і обласний центр) — місто Луцьк.
У районі проживає 60,6 тис. чоловік населення, з них 10% міського населення, 90% сільського. Щільність населення на 1 км² 63 особи.
17 липня 2020 року Верховна Рада України підтримала проєкт постанови № 3650 про ліквідацію 490 існуючих районів і створення замість них 138 нових. Відповідно, нову структуру отримав і Луцький район.

## Географія
Район розташований у південній поліській та західній лісостеповій фізико-географічних зонах. Середньорічні температури: літня + 18 °C, зимова — -5 °C. Кількість опадів: 540–560 мм.
На території району є два озера, протікає чотири річки (Стир, Омеляник, Сапалаївка, Чорногузка), найбільша з яких — Стир довжиною 38 км на території району.

## Адміністративний устрій
Район поділяється на 2 селищні і 28 сільських рад, що об'єднують 85 населених пунктів. Адміністративний центр — місто Луцьк.

## Економіка
Основна діяльність району — сільське господарство. Воно спеціалізується з вирощування зернових, цукрових буряків, великої рогатої худоби м'ясо-молочного напряму. Площа сільськогосподарських угідь району становить 73,7 тис. га
На сьогодні в районі створено і функціонують 68 сільськогосподарських підприємств усіх форм власності. Кількість фермерських господарств — 122, господарств населення — 15 тис. одиниць. У районі працює Волинський інститут агропромислового виробництва Української Академії аграрних наук.
Працюють 18 промислових підприємства, серед яких акціонерні товариства «Волиньхолдінг» (відоме за торговельною маркою «Торчин-продукт»), «Троянда-Волинь», торговельні марки «Троянда», «Гнідавський цукровий завод».

## Політика
25 травня 2014 року відбулися Президентські вибори України. У межах Луцького району було створено 59 виборчих дільниць. Явка на виборах складала — 80,82% (проголосували 37 369 із 46 237 виборців). Найбільшу кількість голосів отримав Петро Порошенко — 60,65% (22 666 виборців); Юлія Тимошенко — 14,68% (5 484 виборців), Олег Ляшко — 12,03% (4 495 виборців), Анатолій Гриценко — 5,05% (1 886 виборців). Решта кандидатів набрали меншу кількість голосів. Кількість недійсних або зіпсованих бюлетенів — 0,64%.

## Транспорт
Територією району проходять автошляхи E85, Н17, Н22, Т 0303, Т 0309 та Т 1802.
Станція Луцьк є проміжною на лінії Ківерці — Підзамче відтак у районі лише одна станція Несвіч-Волинський та чотири зупинних пункти Вигуричі, Лаврів, Оздів та Промінь.

## Пам'ятки
На території району розміщено 8 храмів — пам'яток архітектури, що занесені до Державного реєстру та охороняються законом. Територія району, його села та селища багаті на пам'ятки археології, зокрема часів палеоліту, мезоліту, неоліту. Особливо щедра Луцька земля на ранньослов'янські та давньоруські пам'ятки.
На території району розміщено Історико-краєзнавчий музей у с. Торчин та у дендропарку с. Рокині — Музей історії сільського господарства Волині.
- Перелік пам'яток історії Луцького району
- Перелік пам'яток археології Луцького району
- Перелік пам'яток монументального мистецтва Луцького району
- Пам'ятки архітектури Луцького району

### Туристичні об'єкти
- Музей історії сільського господарства Волині просто неба.
- Школа козацького гарту.

### Церкви
- Свято-Успенська церква с. Баїв (дерев'яна, побудована в 1875 р.).
- Михайло-Архангельська церква в с. Білосток.
- Свято-Василівська церква в с. Боголюби (дерев'яна, побудована в 1863 р.).
- Свято-Воздвиженська церква в с. Буків (побудована в 1764 р.).
- Різдво-Богородична церква в с. Воротнів побудована в 1785 р.).
- Свято-Миколаївська церква в с. Городок (дерев'яна, побудована в 1890 р.).
- Соборо-Богородична церква в с. Забороль (цегляна, побудована в 1914 р.).
- Свято-Воздвиженська церква в с. Коршів.
- Свято-Троїцька церква в с. Лучиці (дерев'яна, побудована в 1900 р.).
- Церква Покрови святої Богородиці в с. Маяки.
- Церква святої Параскеви в с. Милуші (побудована в кінці XXVII ст.).
- Свято Михайло-Архангельська церква в с. Несвіч (дерев'яна, побудована в 1751 р.).
- Кірха в с. Озеряни (цегляна, побудована в 1925 р.).
- Божої Матері-Покрови двопрестольна церква в с. Піддубці.
- Олександра Невського церква в с. Підгайці (дерев'яна, побудована в 1868 р.).
- Свято-Михайлівська церква в с. Промінь (дерев'яна, побудована в 1885 р.).
- Борисо-Глібська церква в с. Романів (дерев'яна, побудована в 1885 р.).
- Казансько-Богородична церква в с. Садів (цегляна, побудована в 1909 р.).
- Іоанно-Богословська церква в с. Сьомаки (дерев'яна, побудована в 1871–1875 р.).
- Свято-Миколаївська церква в с. Смолигів.
- Свято-Стефанівська церква в с. Усичі.
- Свято-Покровський храм в с. Веселе

### Заповідні території загальнодержавного значення
- Ботанічний заказник «Воротнів», с. Воротнів.
- Парк-пам'ятка садово-паркового мистецтва «Байрак», смт Рокині.

### Заповідні території місцевого значення
- Загальнозоологічний заказник «Гнідавське болото», с. Рованці.
- Загальнозоологічний заказник «Шепель», с. Шепель.
- Орнітологічний заказник «Чаруків», с. Чаруків.
- Орнітологічний заказник «Лобаниха», смт Рокині.
- Орнітологічний заказник «Рокинівський», с. Чаруків.
- Гідрологічний заказник «Чорногузка», між с. Сьомаки — с. Гірка Полонка.
- Гідрологічний заказник «Краєвид», смт Рокині.
- Ботанічна пам'ятка природи «Група дубів-велетнів», с. Тарасове.
- Заповідне урочище «Радомишль», с. Радомишль.
- Парк-пам'ятка садово-паркового мистецтва «Першотравневий», Луцький р-н, с. Тарасове.

## Персоналії

### Народилися
- Стельмащук Юрій — (1920 — 5 жовтня 1945, розстріляний, Лук'янівська в'язниця, Київ) — організатор відділів УПА в Волинській і Берестейській областях, командир загону «Озеро» (06.1943-10.1943), ВО «Турів» (11.1943-10.1944), З'єднаних груп «Завихост» (11.1944-01.1945), одночасно заступник крайового провідника ОУН на Волині.
- Ковальський Микола Миколайович — член  Української Центральної Ради.
- Бохонюк Стефан Якович -пастир Богушівсько-Вічинської общини євангельських християн.